# Psyché ranimée par le baiser de l'Amour
Psyché ranimée par le baiser de l'Amour est un groupe statuaire en marbre sculpté entre 1787 et 1793 par Antonio Canova.

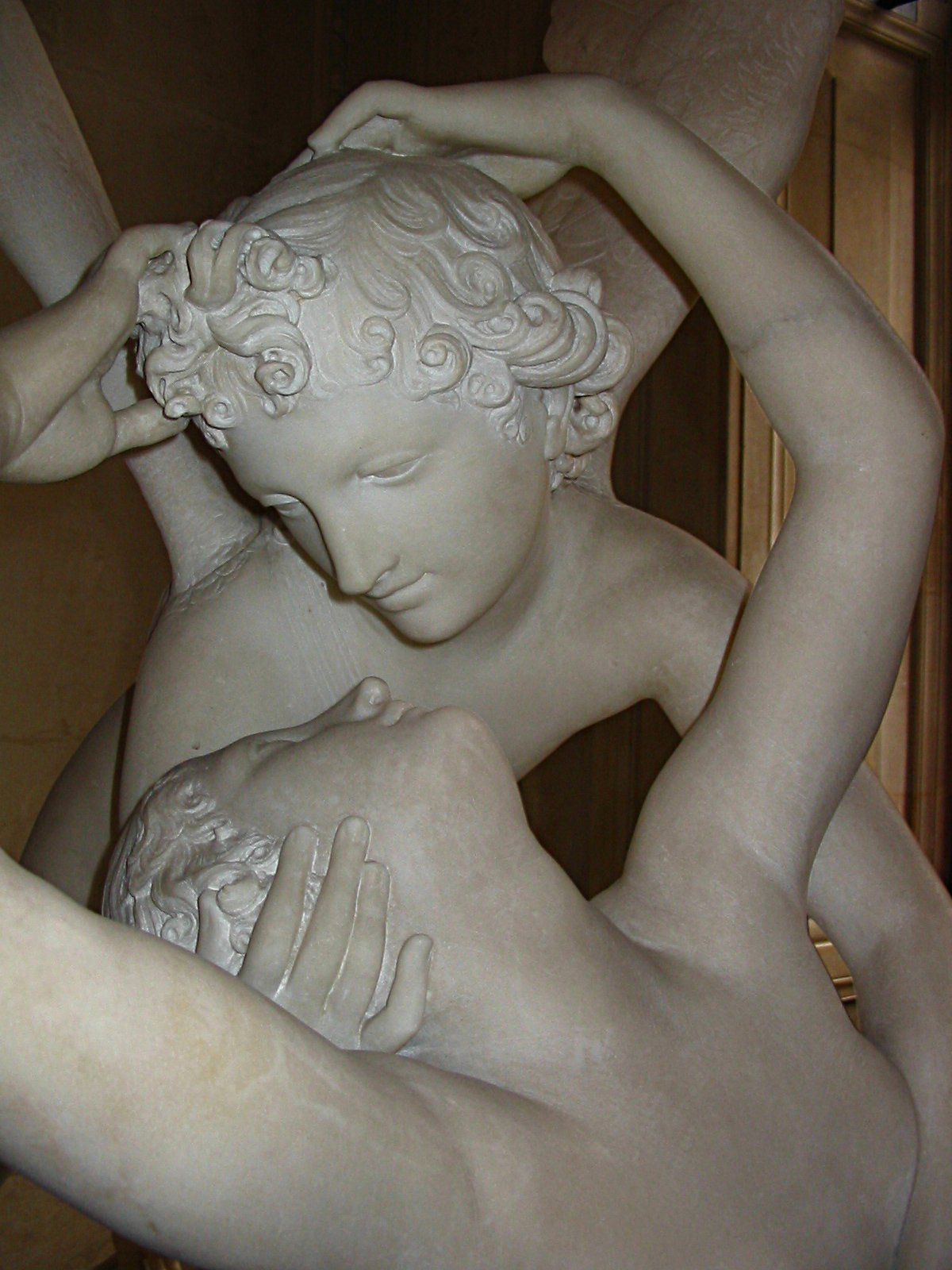
Détails des visages.

## Histoire de l'œuvre

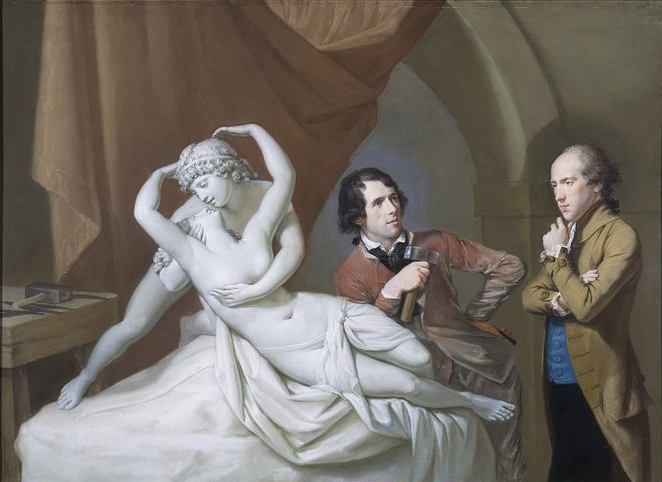
Psyché ranimée par le baiser de l'Amour peint par Hugh Douglas Hamilton vers 1800.

Avec cette œuvre sur le thème artistique antique de la mythologie grecque, commandée par le colonel et collectionneur d'art anglais John Campbell en 1787 et acquise par Joachim Murat (maréchal d'Empire de Napoléon Ier et roi de Naples) en 1801, Antonio Canova impose son talent et sa maîtrise du marbre à toute l'Europe. L'élaboration de cette œuvre a nécessité plusieurs années et quantité d'essais.
Canova rappelle un mythe de Platon, rapporté par Apulée (IIe siècle) dans Les Métamorphoses, celui de Psyché. Fille d'un roi, Psyché, dont le nom en grec ancien signifie âme, est d'une beauté extraordinaire, au point d'effrayer tous ses prétendants. La déesse de l’amour Aphrodite, folle de jalousie, envoya Cupidon (dieu de l’Amour, fils de Pénia et de Poros) planter une flèche dans le cœur de la jeune femme pour la rendre amoureuse du mortel le plus laid et le plus méprisable qui soit. Cupidon tombe éperdument amoureux de la belle dès qu'il la voit et entame une relation amoureuse avec elle dans un somptueux palais. Il lui fait promettre de ne pas chercher à connaître son identité.
Mais peu à peu, Psyché se sent seule et décide de demander à son amant de lui accorder la permission d'inviter ses sœurs. Étant donné qu'elles la croyaient morte, Cupidon accepte, et Psyché s'empresse de les convier au palais. Les deux jeunes femmes sont très jalouses des richesses de Psyché et lui disent que Cupidon est sûrement un monstre qui attend le bon moment pour la tuer. Psyché commence ainsi à remettre en cause la sincérité de Cupidon et, pendant la nuit, alors qu'il est allongé auprès d'elle, elle brave l'interdit par curiosité et, subjuguée par la beauté surnaturelle de son amant, elle éclaire son visage et laisse échapper une goutte d'huile brûlante qui tombe sur l'épaule ailée du jeune dieu. Cupidon, déshonoré, s'envole par la fenêtre sans aucun regard pour la belle.
Par vengeance, Aphrodite fait faire différents travaux à Psyché, dont le dernier consiste à aller chercher un peu de la beauté de Perséphone, la déesse des Enfers, mais elle ne devra en aucun cas ouvrir la boîte la contenant. Psyché y arrive jusqu'à ce que la curiosité l'emporte ; elle ouvre alors la petite boîte, mais elle est vide, elle ne contient que le sommeil des Enfers qui engourdit tous ses membres un par un jusqu'à ce qu'elle s'écroule inerte sur le sol. Cupidon ne peut attendre plus longtemps que sa bien-aimée revienne. La voyant couchée sur le sol, il accourt auprès d'elle et la sort de ce sommeil magique par un baiser.

## Description
L'œuvre en marbre représente Psyché et Cupidon au moment où la jeune femme revient à la vie. Récemment réveillée, Psyché tend les bras vers Cupidon, qui la tient doucement en soutenant sa tête et sa poitrine. La fine technique d'Antonio Canova pour sculpter le marbre met en contraste la peau lisse et réaliste de Psyché avec les éléments environnants. Un drap vaguement drapé autour du bas du corps de Psyché souligne davantage la différence entre la texture de la peau et celle du drap. La texture rugueuse constitue la base de la roche sur laquelle la composition est placée, complétant les particularités des éléments. De fines courbes et des lignes composent les cheveux et de légers détails ressemblant à des plumes créent des ailes réalistes sur Cupidon qui se pose.

## Œuvre et copies
- Musée du Louvre, aile Denon, rez-de-chaussée, galerie Michel-Ange (salle 403)[2]

Copies
- Musée d'art de la Villa Carlotta de Tremezzo au bord du Lac de Côme en Italie (copie)
- Musée de l'Ermitage de Saint-Pétersbourg (copie)
- Metropolitan Museum of Art de New York (copie)
- Musée Sainte-Croix de Poitiers (copie)
- Cimetière du Montparnasse de Paris, tombe Lesieutre-Kirsz[3]. Un mouvement de caméra fait fugitivement apparaître cette copie au premier épisode de la saison 4 du Bureau des Légendes.